# Епархия Искальи
Епархия Искальи (лат. Diocesis Izcalliensis) — епархия Римско-католической церкви с центром в городе Куаутитлан-Искальи, Мексика. Епархия Искальи входит в митрополию Тлальнепантлы. Кафедральным собором епархии Искальи является церковь Благовещения Пресвятой Девы Марии.

## История
9 июня 2014 года Римский папа Франциск учредил епархию Искальи, выделив её из епархии Куаутитлана.

## Ординарии епархии
- епископ Франсиско Гонсалес Рамос (9.06.2014 — по настоящее время).

## Источник
- Объявление об учреждении епархии  (итал.)
- Объявление об учреждении епархии  (исп.)